# Brøndby
Brøndby est une commune danoise de la région Hovedstaden, dans l'est de l'île de Seeland au Danemark.
La commune rassemble différents quartiers - Brøndbyøster, Brøndbyvester, Brøndby Nord og Brøndby Strand.

## Histoire
Elle fut la première ville du Danemark à instaurer une interdiction de fumer dans tous les locaux publics et officiels. 

## Sport

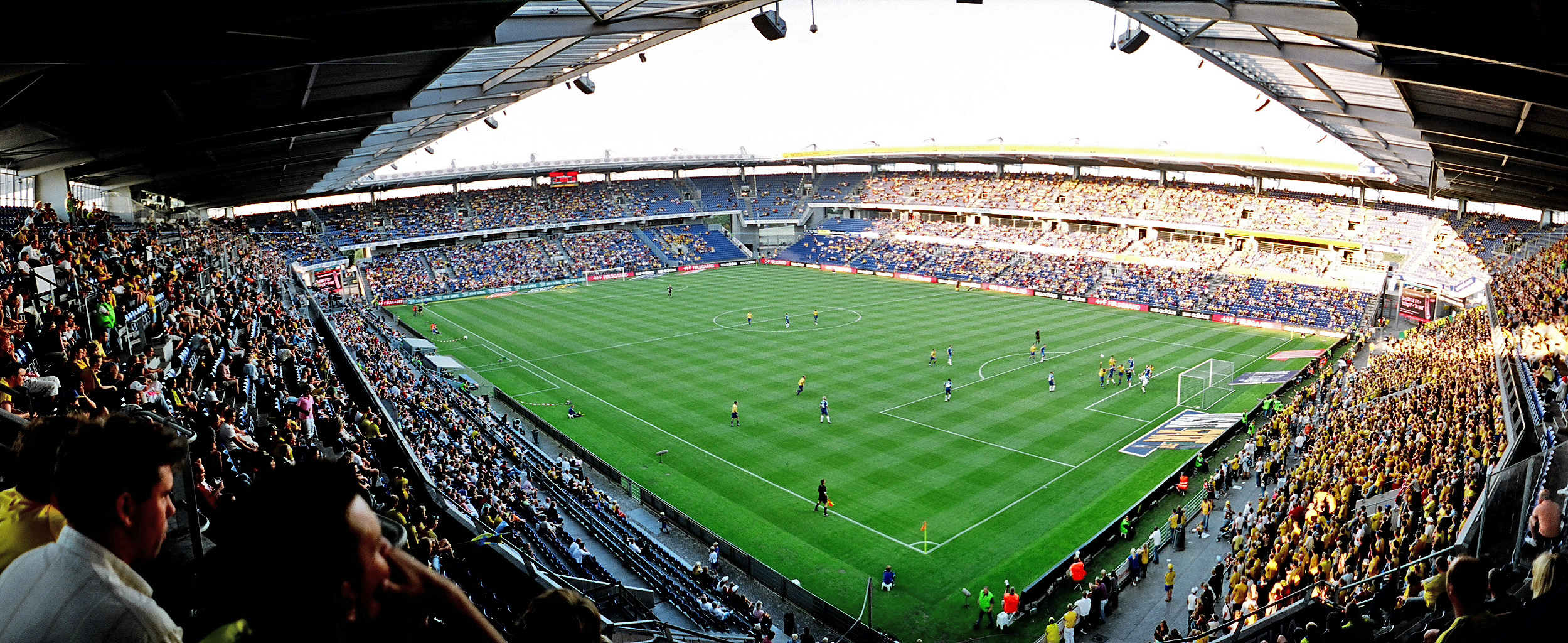
Le stade de Brøndby

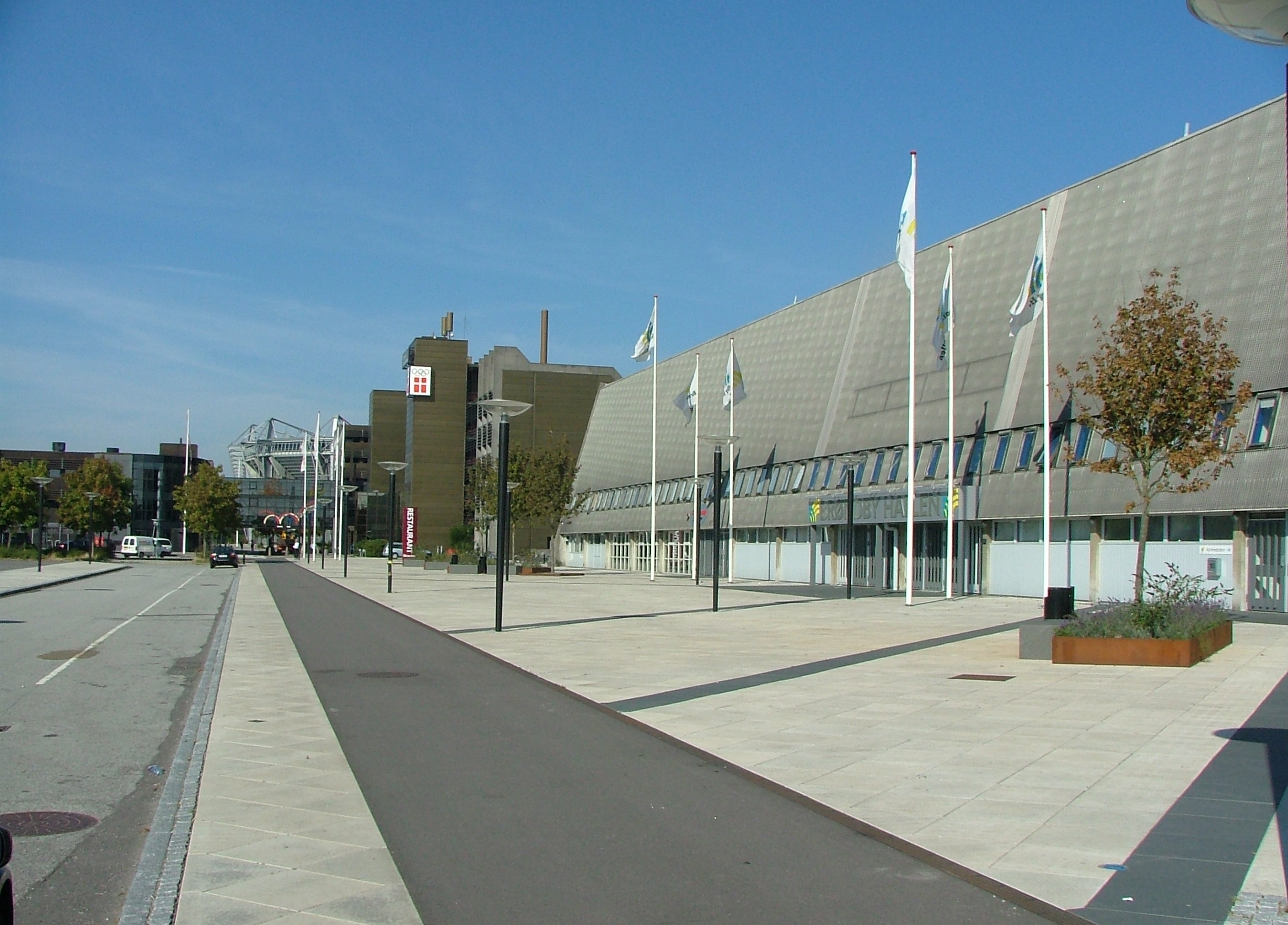
Brøndby Hall

Ville à caractère sportif, Brøndby est certainement l'une des villes du Danemark les plus connues à l'étranger en raison de la popularité de son club de football Brøndby IF (Brøndby Idrætsforening). Elle possède le second plus grand stade du Danemark d'une capacité de 29 000 personnes dont 23 400 places assises, mais le record date du 18 juin 2003 où le stade fut rempli par 31 508 supporters pour un match contre F.C. København). La ville possède également la deuxième salle du Danemark d'une capacité de 5 600 places, elle a accueilli le Championnat d'Europe de handball masculin 2014 et est l'entre du KIF Copenhague.
C'est également le siège de la Fédération danoise d'athlétisme.

### Clubs sportifs
- Brøndby IF football
- KIF Copenhague handball
- Brøndby VK volley-ball
- Ancien club
- AG Copenhague handball

### Infrastructure
- Brøndby Stadion
- Brøndby Hall
- Stadionhal 1